# 滲滲可樂
滲滲可樂（波斯語：زم زم كولا）是由伊朗滲滲公司所生產的可樂汽水。該飲料流行於伊朗與阿拉伯世界的某些區域，並且成為穆斯林除了可口可樂與百事可樂等西方商品之外的另一種新選擇。它也是伊朗少數僅存的碳酸飲料公司中以玻璃瓶裝填的飲料。該公司的執行長為Ahmad-Haddad Moghaddam，隸屬於Mostazafan Foundation旗下。

## 歷史
1954年，最初是由百事公司創立於伊朗的分公司，同時也是伊朗第一個汽水生產商。直到1979年 伊朗伊斯蘭革命之後，滲滲才變成它自己的公司。
2002年，由於沙烏地阿拉伯對可口可樂加以抵制，該飲料被非官方地稱為朝聖的汽水。
該飲料的銷售通路也擴展到歐洲與亞洲的部分地區。
產品取名於麥加的滲滲泉，滲滲泉為伊斯蘭朝聖的中途站點。
滲滲的總部位於伊朗德黑蘭。灌瓶設備在當地受到普遍地歡迎，人們可以看見飲料裝填瓶子的過程。這項設備附近有梅赫拉巴德國際機場的觀光客時，也常會令他們停留觀看。
最初它們只有一個生產線，但現在他們在伊朗已有17個清涼飲料工廠，還有數家跨國公司，並授權他們進行生產與分送滲滲的相關商品。以整個中東地區來看，滲滲公司已發展出最專業的清涼飲料濃縮液工廠。
滲滲公司在國內外的市場上已是一個相當重要的存在，並且生產多達100種飲料，其中有可樂、檸檬汽水、柑橘汽水、芒果汽水、礦泉水、零酒精麥汁等。
滲滲可樂在阿拉伯聯合大公國以及其他週邊的國家也能買到。

## 外部連結
- 滲滲可樂官網（失效連結，頁庫存檔）（英文）
- "Cola wars as Islam shuns the real thing" （页面存档备份，存于），文章來自泰晤士報，2002年10月11日（英文）